# Aston Martin DB7

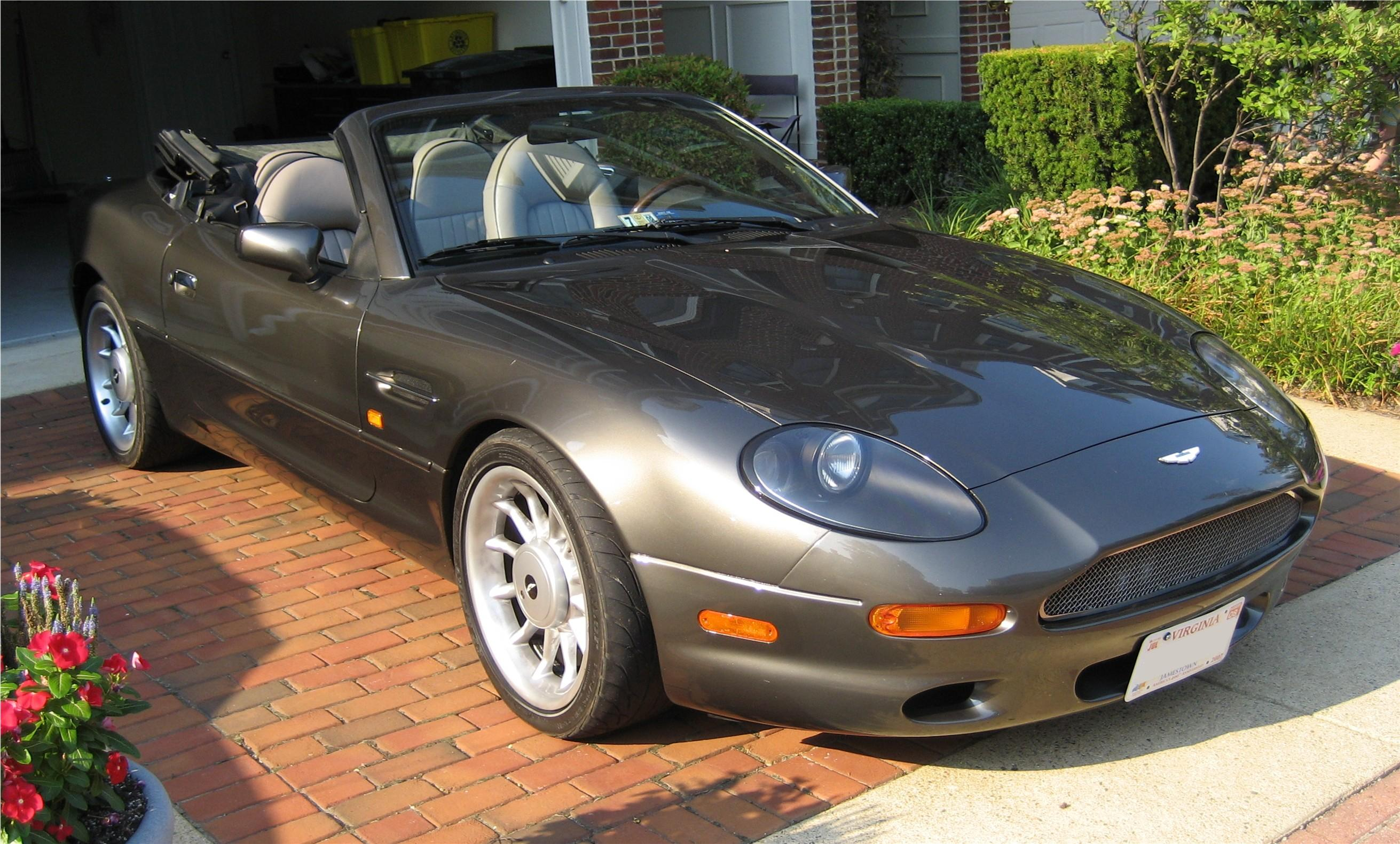
Aston Martin DB7 Volante

El Aston Martin DB7 es un automóvil deportivo producido por la fábrica de automóviles inglesa Aston Martin, desde septiembre de 1994 a diciembre de 2003. El DB7 estaba disponible como coupé o descapotable. Fue presentado en el Salón del Automóvil de Ginebra en marzo de 1993. El DB7 tenía seis cilindros y sustituyó al Aston Martin V8. El DB7 fue el modelo de Aston Martin de mayor éxito, con más de 7000 DB7 construidos antes de que fuese sustituido por el Aston Martin DB9. El diseño del DB7 es obra de Ian Callum, y es considerado como uno de los más bellos y atemporales diseños de automóvil.
En general los Aston Martin son fabricados a mano con aluminio como materia prima. Sin embargo el paso a la producción en serie de Aston Martin que llegó con este modelo supuso un cambio. La producción masiva supuso un reto para los ingenieros de la marca. Era necesario buscar una manera rápida y barata para fabricar coches sin comprometer el peso. Se copió la idea del Corvette y se empezó a utilizar plástico para el DB7. El capó, los parachoques, los marcos y la puerta del maletero se hicieron con materiales compuestos.

## Especificaciones
- Depósito de combustible: 89 L (23,5 galones americanos)
- Distribución de asientos: 4/ 2+2

### Transmisión
- Embrague monodisco en seco
- Desarrollos:
- 1ª- 11.7
- 2ª- 17.5
- 3ª- 24.0
- 4ª- 31.2
- 5ª- 39.0
- 6ª- 49.0
- R- 10.8

#### Rendimiento
- 0-60 mph (97 kilómetros por hora): 5.633 segundos
- 0-100 mph (161 kilómetros por hora): 11.5 segundos
- 1/4 de milla (402 m): 13.86 segundos @ 110,7 mph (178,2 kilómetros por hora)